# La Ceja

Bandeira de La Ceja.

Localização de La Ceja, no departamento de Antioquia.

La Ceja del Tambo é uma cidade e município da Colômbia, no departamento de Antioquia. Dista 41 quilômetros de Medellín, a capital do departamento.